# Autonoom gebied
Een autonoom gebied (of autonome regio, provincie enzovoort) is een gebied waarvan het gebiedsbestuur (beduidend) meer bevoegdheden mag en kan uitoefenen van de centrale overheid dan andere gebiedsbesturen binnen dezelfde staat. Autonome gebieden worden vaak gekenmerkt door het feit dat er een etnische minderheid woont en/of dat het gebied afgelegen ligt.
Staten met een of meer autonome gebieden worden vaak nog wel gezien als gedecentraliseerde eenheidsstaten, maar hebben wel federale trekken.

## Verankering en borging van de autonomie
Aan het autonome gebied worden extra bevoegdheden vaak verleend via een gewone wet en/of via de grondwet. Hoewel het in de praktijk niet snel zal gebeuren, is het in theorie dus mogelijk dat de nationale wetgever de bevoegdheden zonder instemming van het autonome gebied weer kan inperken. De Faeröer hebben bijvoorbeeld verregaande bevoegdheden, maar de autonomie is alleen in een wet vastgelegd en kan door het Deense Folketing met een gewone meerderheid weer ongedaan worden gemaakt.
In sommige gevallen is de autonomie gewaarborgd in een speciale wet die alleen door het nationale parlement gewijzigd kan worden als er ook instemming is van het parlement van het autonoom gebied. Zo kan de autonomiewet van Åland alleen gewijzigd worden als er zowel in de Eduskunta (Fins parlement) als het Lagting (Ålands parlement) een tweerderde meerderheid wordt gehaald. Hierdoor kan de verleende autonomie nooit tegen de zin van Åland worden ingeperkt.

## Autonome regio's per land
- autonome regio (China)
- autonome republieken van Georgië
- autonome regio (Italië)
- autonome regio (Portugal)
- autonome republieken van Rusland
- Voormalige Sovjet-Unie:
  - Autonome socialistische sovjetrepubliek
  - Autonome oblast
- Autonome gemeenschappen van Spanje
- In Spanje heten alle eenheden in de hoogste bestuurslaag "autonome gemeenschap", op de twee overzeese steden Ceuta en Melilla na. In dit geval slaat de term dus niet op gebieden met extra autonomie in vergelijking met andere bestuurlijke eenheden in hetzelfde land.